# Kirk Brandon
Kirk Brandon, född 3 augusti 1956 i Westminster, London, är en brittisk musiker, känd som sångare och låtskrivare i rockbanden Theatre of Hate och Spear of Destiny.